# Dīmītra Theodosiou
Dīmītra Theodosiou (in greco Δήμητρα Θεοδοσίου?, comunemente anche traslitterato Dimitra Theodossiou; Zurigo, 1965) è un soprano greco.

## Biografia
Ha studiato a Monaco di Baviera con Birgit Nickl e si è esibita, in ruoli primari, in diversi teatri europei e mondiali: dal Teatro del Maggio Musicale Fiorentino al Royal Opera House Covent Garden di Londra, dal Teatro San Carlo di Napoli al Teatro La Fenice di Venezia e al Teatro Marinskij di San Pietroburgo.
Ha vinto nel 1994 il Concorso Internazionale "G.B. Viotti" di Vercelli, cantando in finale "Caro nome" dal "Rigoletto" e "D'amor sull'ali" da "Il Trovatore".
Nel 1999 è Donna Anna in Don Giovanni con Dmitri Hvorostovsky al Grand Théâtre di Ginevra ed Odabella in Attila con Michele Pertusi, Alberto Gazale e Carlo Bosi al Teatro Comunale di Bologna ed al Teatro Regio di Parma.
Liù nella Turandot di Puccini con Maria Dragoni 
nel ruolo titolo al Teatro Carlo Goldoni di Livorno. 
Al Teatro Verdi (Trieste) nel 2000 è Odabella in Attila con Ferruccio Furlanetto e Gazale e Lina in Stiffelio con Giorgio Casciarri ripresa dalla RAI, nel 2002 Leonora ne Il trovatore e nel 2012 Lida ne La battaglia di Legnano.
Per il Teatro alla Scala di Milano nel 2000 è Leonora ne Il trovatore con Gazale e Salvatore Licitra, nel 2001 canta il Requiem (Verdi) nella Basilica di San Marco a Venezia con Ramón Vargas e Furlanetto diretta da Riccardo Muti e nel 2003 è Lucrezia Contarini nella prima de I due Foscari con Leo Nucci diretta da Muti al Teatro degli Arcimboldi, trasmessa da Rai 1 e Rai 5.
Per il Teatro La Fenice di Venezia nel 2002 è Desdemona in Otello (Verdi) con Renato Bruson al PalaFenice al Tronchetto, nel 2004 Odabella in Attila sempre al Tronchetto, il 31 dicembre 2006 ed il 1º gennaio 2007 canta nel Concerto di Capodanno di Venezia con Giuseppe Filianoti e Roberto Frontali in diretta su Rai Uno e nello stesso anno tiene un Recital.
All'Arena di Verona ha cantato ne Il trovatore di Verdi nel 2002 e nel 2004 ed Abigaille in Nabucco nel 2011.
Al Royal Opera House, Covent Garden di Londra nel 2002 è Odabella in Attila ed a Bologna nel 2005 Leonora ne Il trovatore con Carlo Rizzi (direttore d'orchestra) e Nucci ripresa da Rai 3 e trasmessa anche da Rai 5.
Al Teatro Donizetti di Bergamo nel 2006 canta in Roberto Devereux ed in Anna Bolena con Riccardo Zanellato, nel 2007 è Lucrezia Borgia e nel 2013 Amelia in Un ballo in maschera.
Al Teatro Regio di Torino nel 2008 è Lucrezia Borgia sostituendo Fiorenza Cedolins indisposta nella prima rappresentazione e nel 2012 è Norma sostituendo il soprano Norma Fantini indisposta.
Nel 2008 canta in Macbeth al Teatro Verdi di Pisa.
Partecipa come ospite al Festival di Sanremo 2009 e nello stesso anno di Effetto Sabato su Rai 1 dove canta Vissi d'arte dalla Tosca di Puccini.
Nel 2010 è Elvira in Ernani a Bilbao, e Beatrice di Tenda di Vincenzo Bellini in una storica ripresa al Teatro Massimo Bellini di Catania  sotto la regia di Henning Brockhaus registrata per Dynamic Classic.
Nel 2011 debutta il ruolo di Donna Leonora ne La forza del destino per l'inaugurazione della stagione lirica del Teatro Regio di Parma in sostituzione di Daniela Dessì indisposta. Lo spettacolo è protagonista di una puntata della trasmissione Prima della prima di Rai 3.
Nel 2012 è Abigaille in Nabucco al Teatro Lirico di Cagliari (lo spettacolo è protagonista di una puntata della trasmissione Prima della prima di Rai 3) ed al Teatro Verdi (Pisa) ed Amelia in Un ballo in maschera al Teatro Sociale (Rovigo).
Nel 2013 canta Amelia in Un ballo in maschera con Marcello Giordani al Teatro Massimo Vincenzo Bellini di Catania dove è anche Lina in Stiffelio, Abigaille in Nabucco ad Atene, Lady Macbeth a Jesi ed al Teatro Coccia di Novara, Donna Leonora ne La forza del destino al Teatro Verdi (Pisa), tiene un concerto con il tenore Sebastian Ferrada all'Opéra Théâtre de Saint-Étienne ed è Desdemona in Otello con Gregory Kunde al Teatro Verdi di Salerno.
Nel 2014 è Lady Macbeth ad Atene, Tosca a Lecce ed al Teatro Pergolesi di Jesi, Santuzza in Cavalleria rusticana ed Odabella in Attila con Carlo Colombara a Catania e Norma al Teatro Nacional de São Carlos di Lisbona.
Negli anni ha lavorato con importanti direttori d'orchestra come Riccardo Muti, Claudio Abbado, Valerij Gergiev e Riccardo Chailly.
Il 28 dicembre 2014 è a bordo del traghetto Norman Atlantic, quando sulla nave divampa un incendio all'altezza del Canale d'Otranto. Viene tratta in salvo e prosegue in auto il viaggio per Rimini dove il 1º gennaio sarà Abigaille in Nabucco al 105 Stadium cantata poi anche a Trieste.
Sempre nel 2015 è Aida a Cagliari, Tosca ad Atene e Norma con Roberto Scandiuzzi a Timișoara.

## Repertorio
| Ruolo                | Titolo                         | Autore    |
| -------------------- | ------------------------------ | --------- |
| Bianca               | Bianca e Fernando              | Bellini   |
| Imogene              | Il pirata                      | Bellini   |
| Giulietta Capuleti   | I Capuleti e i Montecchi       | Bellini   |
| Norma                | Norma                          | Bellini   |
| Beatrice di Tenda    | Beatrice di Tenda              | Bellini   |
| Elena Margherita     | Mefistofele                    | Boito     |
| Medea                | Medea                          | Cherubini |
| Anna Bolena          | Anna Bolena                    | Donizetti |
| Lucrezia Borgia      | Lucrezia Borgia                | Donizetti |
| Maria Stuarda        | Maria Stuarda                  | Donizetti |
| Lucia Ashton         | Lucia di Lammermoor            | Donizetti |
| Elisabetta I         | Roberto Devereux               | Donizetti |
| La Regina di Spagna  | Ruy Blas                       | Marchetti |
| Santuzza             | Cavalleria rusticana           | Mascagni  |
| Suzel                | L'amico Fritz                  | Mascagni  |
| Donna Anna           | Don Giovanni                   | Mozart    |
| Mimì                 | La bohème                      | Puccini   |
| Floria Tosca         | Tosca                          | Puccini   |
| Lauretta             | Gianni Schicchi                | Puccini   |
| Liù                  | Turandot                       | Puccini   |
| Delizia              | Corrado d'Altamura             | Ricci     |
| Cleopatra            | Cleopatra                      | Rossi     |
| Rhea                 | Rhea                           | Samara    |
| Abigaille            | Nabucco                        | Verdi     |
| Giselda              | I Lombardi alla prima crociata | Verdi     |
| Elvira               | Ernani                         | Verdi     |
| Lucrezia Contarini   | I due Foscari                  | Verdi     |
| Odabella             | Attila                         | Verdi     |
| Lady Macbeth         | Macbeth                        | Verdi     |
| Amalia               | I masnadieri                   | Verdi     |
| Lida                 | La battaglia di Legnano        | Verdi     |
| Luisa Miller         | Luisa Miller                   | Verdi     |
| Lina                 | Stiffelio                      | Verdi     |
| Leonora              | Il trovatore                   | Verdi     |
| Violetta Valery      | La traviata                    | Verdi     |
| Amelia               | Un ballo in maschera           | Verdi     |
| Leonora di Vargas    | La forza del destino           | Verdi     |
| Elisabetta di Valois | Don Carlo                      | Verdi     |
| Aida                 | Aida                           | Verdi     |
| Desdemona            | Otello                         | Verdi     |

## Discografia
- Boito: Mefistofele - Dimitra Theodossiou/Ferruccio Furlanetto/Giuseppe Filianoti/Mimmo Ghegghi/Monica Minarelli/Palermo Orchestra Sinfonica del Teatro Massimo/Palermo Teatro Massimo Children's Chorus/Palermo Teatro Massimo Chorus/Sonia Zaramella/Stefano Ranzani, 2011 Naxos
- G. Donizetti Anna Bolena, Dynamic, Theodossiou-Ganassi-Sartori-Papi-Prina- M° T. Severini. Teatro Donizetti, Bergamo, 2000
- Donizetti, Lucrezia Borgia - Nidia Palacios/Tiziano Severini/Mauro Corna/Dimitra Theodossiou/Bergamo Musica Festival Orchestra/Bergamo Musica Festival Chorus/Luigi Albani/Giuseppe Di Paola/Roberto de Biasio/Luca Dall'Amico/Dario Giorgele/Livio Scarpellini/Giovanni Manfrin/Enrico Giuseppe Iori, 2010 Naxos
- F. Marchetti Ruy Blas, Bongiovanni Malagnini-Theodossiou-Gazale-Marini- M° D. Lipton - Teatro di Jesi
- Mascagni: L'amico Fritz - Jose Bros & Dimitra Theodossiou, 2011 Kicco
- Rossi: Cleopatra - Dimitra Theodossiou/Paolo Pecchioli/Tiziana Carraro/Marchigiana Philharmonic Orchestra/William Corrò/Coro Lirico Marchigiano 'V. Bellini'/Giacomo Medici/Ancona Bellini Chorus/Alessandro Liberatore/Sebastian Catana/David Crescenzi/Paola Gardina, 2011 Naxos
- G. Verdi Attila, Dynamic, Furlanetto-Theodossiou-Ventre-Gazale- M° D.Renzetti. Teatro Verdi, Trieste, 2000
- G. Verdi Stiffelio, Dynamic Malagnini-Theodossiou-Vratogna-Casciarri-Capuano- M° N. Luisotti - Teatro Verdi, Trieste, 2000
- G. Verdi I Lombardi alla prima crociata, Dynamic Theodossiou-Giordano-Surian- M° T. Severini - Teatro Ponchielli, Cremona, 2001

## Videografia
- Il trovatore, G. Verdi Rai Trade, Dvorski-Theodossiou-Nucci-Pentcheva-Papi- M°C. Rizzi, Teatro Comunale - Bologna - 2005
- Norma, V. Bellini Dynamic, Theodossiou-Palacios-Ventre-Zanellato- M° G. Carella, Teatro Bellini - Catania - 2006
- L'amico Fritz, P. Mascagni, Kicco Music, Bros-Theodossiou- M° R. Tolomelli
- La traviata, G. Verdi NHK/TBS Tournée del Gran Teatro La Fenice in Giappone, (solo per il mercato Giapponese)
- La forza del destino, Verdi Teatro Regio di Parma
- Anna Bolena, G. Donizetti, Dynamic, Theodossiou-Soloviy-Zanellato-Pasolini- M°F.M.Carminati, Teatro Donizetti - Bergamo - 2006
- Mefistofele di A.Boito (Dynamic) Theodossiou , Furlanetto , Filianoti (Palermo 2008)
- Cleopatra di Lauro Rossi (Sferisterio Opera Festival, 2008) (NAXOS) regia di Pier Luigi Pizzi con Tiziana Carraro
- Lucrezia Borgia (Teatro Donizetti, 2007) - Naxos
- Roberto Devereux (Bergamo Musica Festival, 2006) - Naxos
- La battaglia di Legnano (Teatro Lirico Giuseppe Verdi di Trieste, 2012) - regia Ruggero Cappuccio, C Major
- I lombardi alla prima crociata (Teatro Regio di Parma, 2009) - Michele Pertusi/Francesco Meli, regia Lamberto Puggelli, C Major
- Macbeth (Teatro Coccia, 2013) - regia Dario Argento, Dynamic
- Nabucco (Teatro Regio di Parma, 2009) - Leo Nucci/Michele Mariotti, regia Daniele Abbado, C Major

## Riconoscimenti
- Concorso Internazionale Belvedere;
- Premio Operalia;
- Premio Viotti;
- Premio Di Stefano;
- 2002: Premio Verdi d'oro;
- 2003: Città di Mondovì:
- 2006: Premio Monteverdi;
- 2006: Premio Parma Lirica;
- 2007: Premio Principi Carlo e Camilla di Borbone delle Due Sicilie;
- 2007: Premio Tiberini d'oro alla carriera;
- 2007: VII premio dell'Associazione Kaleidos.